# 복음서 목록
복음서는 성경에 채택된 정경 이외에도 다음과 같은 자료들이 남아 있거나 있었다고 전해진다.

## 정경
1. 마르코 복음서/마가 복음
2. 마태오 복음서/마태 복음
3. 루카 복음서/누가 복음
4. 요한의 복음서

## 외경과 위경

### 영지주의계 복음서
1. 토마스 복음서(Gospel of Thomas) : 나그함마디 문서, 콥트어판은 완전히 전해지며, 그리스어판도 일부만 있다.
2. 마르키온 복음서(Gospel of Marcion) : 소실됨
3. 바실리데스 복음서(Gospel of Basilides)
4. 진리의 복음서(Gospel of Truth) : 나그함마디 문서가 전해진다.
5. 네개의 천국 복음서(Gospel of the Four Heavenly Realms)
6. 마리아 복음서(Gospel of Mary): 2세기 저작
7. 유다 복음서(Gospel of Judas) : 2세기 저작
8. 이집트인의 그리스어 복음서(Greek Gospel of the Egyptians) : 2세기 후반 저작
9. 필립보 복음서(Gospel of Philip)
10. 의사 십이인의 복음서(Pseudo-Gospel of the Twelve) : 시리아어로 쓰여진 복음서. 단편으로 이루어져 있다.
11. 완전의 복음서(Gospel of Perfection) : 4세기 에피파니우스에 의해 한 번만 언급되고 6세기 유년복음서에서 한 번 언급됨
12. 이집트 복음서(Coptic Gospel of the Egyptians) : 보이지 않는 위대한 영의 거룩한 책(Holy Book of the Great Invisible Spirit) "이집트인들의 콥트어 복음서" 로 알려져 있으며, 나그함마디 문서가 전해진다.

### 유대계 복음서
1. 히브리인 복음서(Gospel of the Hebrews)
2. 나사렛 복음서(Gospel of the Nazarenes)
3. 에비온 복음서(Gospel of the Ebionites)
4. 십이인의 복음서(Gospel of the Twelve)

### 유년 복음서
예수의 어린 시절을 다룬 복음서를 "유년 복음서" 또는 "원 복음서"라고 한다.
1. 야고보의 유년 복음서: 예수의 어머니 마리아의 어린 시절이 담겨있다.
2. 의사 마태오의 복음서
3. 목수 요셉의 역사
4. 토마스의 유년 복음서
5. 시리아의 유년 복음서
6. 마리아의 탄생 복음서

### 일부가 유실된 복음서
1. 베드로 복음서

### 단편이 전해지는 복음서
1. 이브 복음서
2. 마니 복음서
3. 구원자의 복음 : 베를린 복음서라고도 알려져 있다.
4. 이집트의 십이인 복음서

### 다시 구성된 복음서
1. 마르코의 비밀 복음서(Secret Gospel of Mark) : 마르코의 복음서에 삽입되는 짧은 복음서라고 하지만 위조일 가능성이 높다.
2. 마티아의 복음서

### 지금은 전해지지 않는 복음서
1. 케린투스의 복음서
2. 아펠레스의 복음서
3. 발렌티누스의 복음서
4. 엔크라티데스의 복음서
5. 안드레아의 복음서
6. 바르나바 복음서
7. 바르톨로메오 복음서
8. 헤시키우스 복음서
9. 루시우스 복음서

### 알 수 없거나 손실된 복음서의 조각
1. 에거톤 복음서 :에거톤 파피루스
2. 파이움 단편
3. 옥시링쿠스 복음서 (Oxyrhynchos-) :옥시링쿠스에서 발견된 복음서
4. 예수의 아내의 복음서
5. 베롤리넨시스 파피루스 11710 – 6세기 그리스 조각으로, 존에 근거한 뇌복음이나 부적에서 나온 것일 수도 있다.
6. 카이렌시스 파피루스 10735 – 6세기 또는 7세기 그리스 파편, 아마도 잃어버린 복음에서 나온 것일지도 모르며, 설화일 수도 있다.
7. 머튼 파피루스 51 – 파피루스 머튼 (Apocryrus Merton 51)의 뇌복음 또는 루크에 대한 설교에서 나온 토막글 6:7
8. 스트라스부르 파편 – 잃어버린 복음의 파편, 아마도 요한의 행위와 관련이 있을 것이다.

### 중세의 복음서
1. 70년 복음서 - 잃어버린 8세기 또는 9세기 마니교 작품
2. 니코데모의 복음서 – 10세기 이후의 기독교의 저작(또는 작품)
3. 비밀 만찬의 복음서 - 12세기 카타르의 경전

## 같이 보기
- 영지주의
- 서신서
- 본문 비평